# Johan Agerholt
Peter Johan Agerholt, född 16 januari 1890, död 30 juni 1969, var en norsk språkforskare och historiker.
Agerholt blev filosofie doktor 1934. 1918 blev han tjänsteman i riksarkivet i Oslo och var från 1934 förste arkivarie där.
Agerholt utgav det för kunskapen om Norges medeltida diplom viktiga arbetet Gamal brevskipnad (2 band, 1929-32). Vidare utgav han Olav Engelbrektssons jordebog (1926) och ett flertal arbeten i historiska ämnen.